# Syringura pulchra
Syringura pulchra is een vlinder uit de familie bloeddrupjes (Zygaenidae). De wetenschappelijke naam van deze soort is voor het eerst geldig gepubliceerd in 1876 door Butler.
De soort komt voor in tropisch Afrika.